# Micropholis rugosa
Micropholis rugosa là một loài thực vật thuộc họ Sapotaceae. Đây là loài đặc hữu của Jamaica.